# Lodovico Bò
Lodovico Bò (San Maurizio Canavese, 21 marzo 1721 – Torino, 28 febbraio 1800) è stato un architetto italiano.

## Biografia
Il corpus documentario redatto da Lodovico Bò (operò a Stupinigi a partire dal 1748) è importante per comprendere le opere di addizione e di trasformazione del cantiere della Palazzina di Caccia di Stupinigi. Un architetto apparentemente secondario, ma grazie al quale la cultura architettonica torinese si è realizzata e completata.
Lodovico Bò si raffinò professionalmente nel cantiere di Stupinigi, avendovi lavorato per oltre cinquant'anni e passando da ruoli di pura esecuzione a lavori di ampio rilievo progettuale, quali la rifunzionalizzazione del Castelvecchio e la realizzazione delle due scuderie rettilinee di testata, che ancora oggi si vedono venendo da Torino.
Un ricco epistolario (374 lettere) caratterizza la figura dell'architetto, che era tenuto a evidenziare quasi ogni giorno lo stato di avanzamento del cantiere del comprensorio di caccia. Molti interventi e progetti non furono mai realizzati (sia a Stupinigi che a Torino e a Casale Monferrato) ma sono documentati nell'archivio privato dell'architetto.
Nel Canavese  è ricordato in particolare per la progettazione delle due torri campanarie di San Maurizio Canavese e di Valperga (erano legate alla sua vita privata, essendo una situata nel suo paese natale, e la seconda nel paese d'origine di Caterina Vittoria Boggio, seconda delle sue tre mogli). Lodovico Bò, impegnato quasi totalmente nel lavoro, di estrazione borghese, non temeva di scontrarsi nemmeno con qualche grande dell'epoca come Benedetto Alfieri.
Si potrebbe dire di lui ciò che Gustavo Giovannoni disse di Luigi Vanvitelli: «[…] non fu precoce, né fu artista librato sulle ali della fantasia, ma un lavoratore tenace e onesto, non istintivo, ma un ragionatore ordinato, munito di una preparazione ampia e completa […]».